# Einar Kihlman
Carl Einar Kihlman, född 12 april 1912 i Ystad, död 31 maj 2001 i Lidingö församling, var en svensk målare.
Han var son till trädgårdsmästaren Harwitz Kihlman och Gärda Nilsson och från 1935 gift med Simone Gerda Charlotte de Dardel. Kihlman studerade för Tage Hansson vid Skånska Målarskolan i Malmö 1932 och vid Otte Skölds målarskola i Stockholm 1933. Han tilldelades trots att han inte var elev vid Konsthögskolan, akademiens Carl Larasson stipendium 1937. Tillsammans med sin fru och Kjell Löwenadler ställde han ut på Galerie Moderne i Stockholm 1937 och tillsammans med Patrik Reuterswärd ställde han ut på Ystads konstmuseum 1953. Han medverkade i ett stort antal grupp- och samlingsutställningar bland annat på Färg och Form, Svensk-franska konstgalleriet och på Gummesons konsthall. Han ställde regelbundet ut med Skånes konstförening och Sveriges allmänna konstförening. Hans konst består av stilleben, porträtt, figurer och landskapsmålningar, bland porträtten märks de över Harry Martinson och Hannes Alfvén. Han var chef för galleriet Färg och Form i Stockholm 1960–1980. 
Kihlman är representerad vid Moderna museet, Gustav VI Adolfs samling, Ystads konstmuseum, Gripsholms porträttsamling, Nationalmuseum, och Norrköpings konstmuseum. Han är begravd på Lidingö kyrkogård.